# Nous (parti politique)
Pour les articles homonymes, voir Nous.
Le Parti politique Nous (en espagnol : Partido Político Nosotros ; abrégé PPN) — connu simplement sous le nom de Nous (en espagnol : Nosotros) — est un parti politique guatémaltèque.

## Histoire
Le parti politique Nous est fondé en 2020 par Rudy Guzmán et sa femme Nadia de León Torres. Nadia de León Torres est la fille de Sandra Torres, et est députée du Parlement centraméricain pour l'Union nationale de l'espérance (UNE) depuis 2020 et présidente du Parlement centraméricain de janvier à octobre 2020.
Le parti est enregistré par le Tribunal suprême électoral le 22 avril 2023.
Le parti politique se décrit comme « indépendant » de Sandra Torres et de l'Union nationale de l'espérance, bien qu'à l'époque, il n'exclu pas de former une coalition avec l'UNE pour les élections générales de 2023, qui n'a finalement pas lieu. Certains médias décrivent le PPN comme un « parti satellite » de l'Union nationale de l'espérance, et dans une moindre mesure, de Vamos.
Le 22 janvier 2023, Nous nomme le leader du parti Rudy Guzmán comme candidat à la présidence et Diego González, député de Vamos, comme candidat à la vice-présidence.
Les députés Carlos Mencos et Petrona Mejía, élus pour l'Unité nationale de l'espérance en 2019, commencent à participer aux activités du parti, bien que seul Mejía se présente aux élections du parti.
Le parti obtient 3 députés et 10 maires lors des élections législatives et municipales de 2023.

## Résultats électoraux

### Élections présidentielles
| Année | Candidats   | Candidats      | Premier tour | Premier tour | Second tour | Second tour | Statut  |
| Année | Président   | Vice-président | Voix         | %            | Voix        | %           | Statut  |
| ----- | ----------- | -------------- | ------------ | ------------ | ----------- | ----------- | ------- |
| 2023  | Rudy Guzmán | Diego González | 66 962       | 1,59         |             |             | Non élu |

### Élections législatives
| Année | Liste nationale | Liste nationale | Districts | Districts | Sièges  | +/- |
| Année | Voix            | %               | Voix      | %         | Sièges  | +/- |
| ----- | --------------- | --------------- | --------- | --------- | ------- | --- |
| 2023  | 131 217         | 3,15            | 138 742   | 3,10      | 3 / 160 | Nv  |